# Nuncjusze apostolscy w Bangladeszu
Nuncjusze apostolscy w Bangladeszu – nuncjusze apostolscy w Bangladeszu są reprezentantami Stolicy Apostolskiej przy rządzie Bangladeszu. Nuncjatura apostolska mieści się w Dhace przy Lake Road 2 w enklawie dyplomatycznej. 

## Nuncjusze apostolscy w Bangladeszu
| lp. | lata      | nuncjusz            | kraj pochodzenia  |
| --- | --------- | ------------------- | ----------------- |
| 1   | 1973–1979 | Edward Cassidy      | Australia         |
| 2   | 1979–1988 | Luigi Accogli       | Włochy            |
| 3   | 1988–1992 | Piero Biggio        | Włochy            |
| 4   | 1992–1996 | Adriano Bernardini  | Włochy            |
| 5   | 1996–2002 | Edward Adams        | Stany Zjednoczone |
| 6   | 2002–2007 | Paul Tschang In-Nam | Korea Południowa  |
| 7   | 2008–2013 | Joseph Marino       | Stany Zjednoczone |
| 8   | 2013–2022 | George Kocherry     | Indie             |
| 9   | od 2023   | Kevin Randall       | Stany Zjednoczone |

## Źródła zewnętrzne
- Krótka nota na Catholic-Hierarchy (ang.)